# Vincenzo Petagna
Vincenzo Petagna, né à Naples le 17 janvier 1734 et mort le 6 octobre 1810, est un botaniste et médecin italien. Il est un des maîtres d'Antonio Savaresi. À Naples, Vincenzo Petagna se lie avec Pierre Bodard de la Jacopière, qui l'aide même à rédiger son ouvrage Delle facultà delle piante (Naples, 1796). Vincenzo Petagna est un des directeurs du jardin botanique de Monte Oliveto. La plante Petagnaea gussonei lui est dédiée.

## Biographie

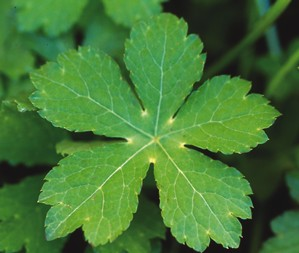
Petagnaea gussonei.

Vincenzo Petagna naquit à Naples en 1734. Il fit de très-bonnes études chez les jésuites, et se livra aussitôt après à son goût naturel pour la médecine et toutes les sciences qui s’y rapportent, principalement la botanique et l’entomologie. Ayant été connu du prince de Kaunitz, dans une mission que ce diplomate autrichien eut à remplir auprès de la cour de Naples, il l’accompagna ensuite dans plusieurs voyages en Allemagne et en Italie, étudiant partout la nature et se mettant en relation avec les savants et les sociétés littéraires et scientifiques. Ce fut ainsi qu’il put former des collections précieuses de plantes et d’insectes. Revenu dans sa patrie, il y fut nommé professeur de botanique à l’université ; et, tout en remplissant les fonctions de cette place, il s’occupa de réunir ses collections et de rédiger ses ouvrages qui furent successivement imprimés sous ses yeux ; à savoir :
- Institutiones botanicæ, Naples, 1783, 3 vol. in-8°. Le premier volume sert d’introduction, et présente une analyse de différents systèmes botaniques ; les autres contiennent un Species plantarum qui n’est qu’une reproduction de l’ouvrage de Linné.
- Specimen insectorum Calabriæ Ulterioris, ibid., 1786, in-4°, figures; réimprimé à Utrecht ;
- Institutiones entomologicæ, ibid., 1790, 2 vol. in-8°, figures. C’est une description des insectes de toute l’Europe, compilée d’après les ouvrages de Fabricius et autres, mais qui renferme quelques descriptions neuves des insectes du royaume de Naples et de Sicile.
- Delle facultà delle piante, ibid., 1797, 3 vol. in-8°. C’est un traité fort utile, où sont indiquées toutes les qualités des plantes pour l’usage médical et domestique.

Petagna mourut à Naples le 6 octobre 1810. Il était membre de plusieurs académies et corps savants, notamment de la société royale de Londres et de celle de Florence.